# Giuseppe Testi
Giuseppe Testi (Ravenna, 12 maggio 1910 – Inverigo, 29 gennaio 1993) è stato un pittore italiano.

## Biografia

### Infanzia e giovinezza
Giuseppe Testi nacque a Ravenna, in frazione Sant'Alberto, il 12 maggio 1910. A causa della povertà della famiglia - il padre era un sarto dei contadini delle zone rurali del ravennate e spesso veniva compensato in generi alimentari più che in denaro - appena 13enne viene mandato a Milano in cerca di lavoro, abitando presso la sorella Maria. Vive una dura esperienza come garzone di bottega presso la pasticceria di via Alberto Mario di proprietà di Carlo Buttinoni. L'esperienza dopo un po' termina con il rientro a Ravenna.
Nel 1925 il padre trasferisce tutta la famiglia a Milano in via Belisario. Il Testi viene assunto come garzone dello studio fotografico "Mariani & Flecchia - Milano" in via Dante 15. Il titolare, Achille Flecchia era anche pittore e da lui apprende i primi rudimenti scoprendo di essere portato alla pittura.

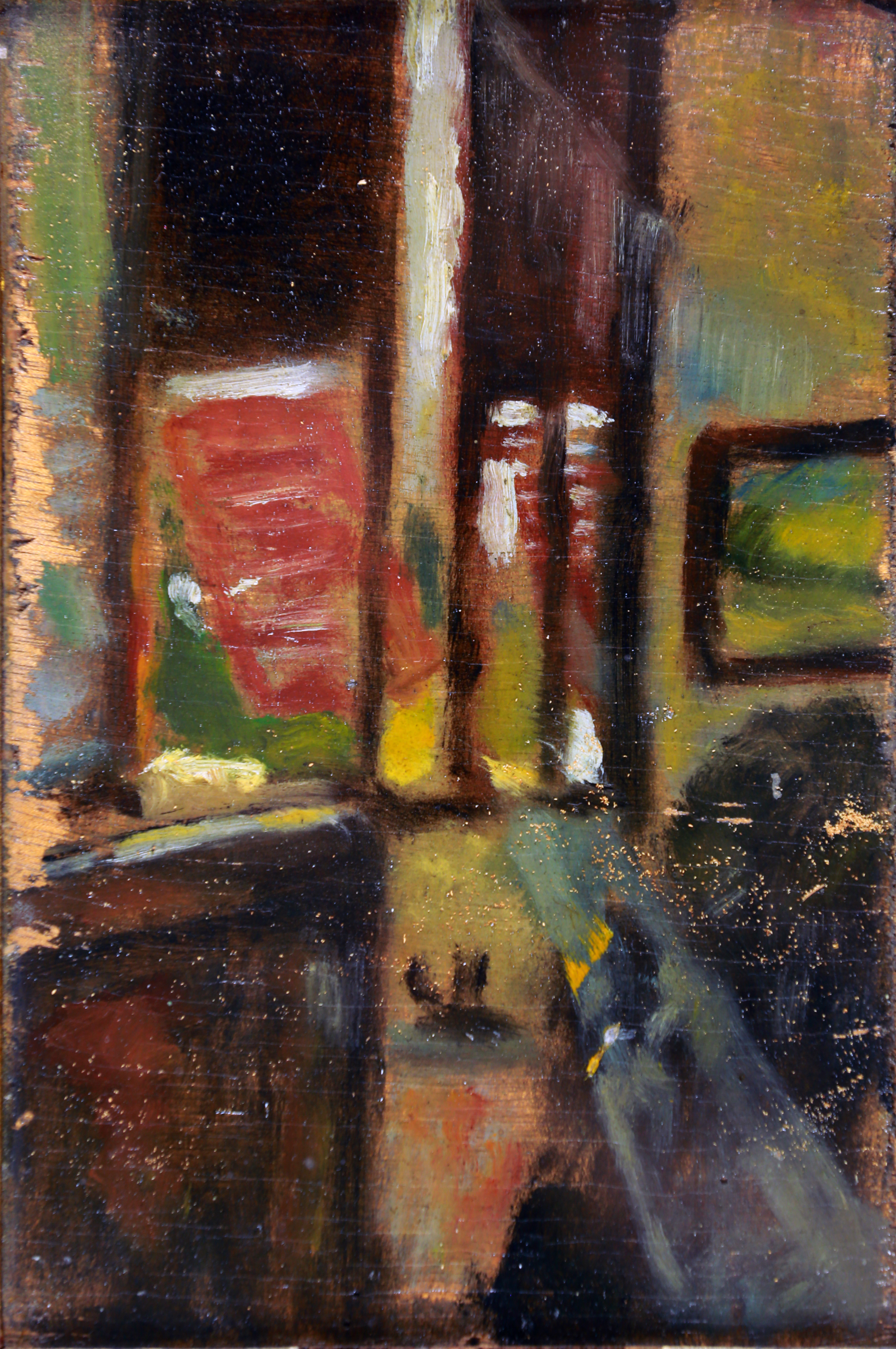
1927 - Prima opera giovanile. Casa dei genitori Giulio Testi e Teresa Randi a Milano in piazza Giulio Cesare.

Si iscrive alla "Scuola Comunale di Disegno" che svolge un corso serale nelle aule di piazza Sicilia. Molto portato allo studio si appassiona febbrilmente alla lettura e al disegno. È di questo periodo il determinante incontro con il maestro Andrea Fossombrone, pittore, illustratore e scultore già affermato nella compagine artistica milanese. Egli lo incoraggia e lo indirizza alla "Scuola d'Arte sacra del Duomo di Milano" (poi fusasi con la Scuola d'Arte cristiana Beato Angelico). Da qui approda sempre con corsi serali alla Scuola superiore d'Arte applicata all'Industria del Castello Sforzesco diretta da Esodo Pratelli. Anni duri nei quali pur di frequentare la scuola rinuncia spesso a mangiare, dorme pochissimo e si logora la vista a lume di candela; lavora di giorno come artigiano corniciaio, il pomeriggio come apprendista pittore nello studio del Fossombrone e la sera a scuola. Ma l'incontro con il maestro Andrea Fossombrone del quale diviene discepolo prediletto, fa crescere in lui non solo l'arte pittorica, ma fa fiorire una sua personale modalità espressiva che prende le distanze dalle linee pittoriche del Maestro, già affermato pittore sacro, per dirigersi con decisione alla paesaggistica impressionista.
Nel 1927 durante una gita domenicale a Venezia col il "treno popolare" si cimenta in una tra le prime opere che vende per 10 Lire.
È di questo periodo la testimonianza documentale di esonero dal servizio militare in data 27 febbraio 1930 tra i giovani chiamati alla leva del 1910, per incipiente miopia, difetto visivo questo che lo obbligherà a pesanti occhiali fino all'operazione negli anni Ottanta.

### Periodo bellico
Dopo un periodo di fidanzamento ufficiale del quale abbiamo un biglietto vergato a mano sul retro di una sua posa fotografica del 27 luglio 1934, il 22 luglio 1935 si sposa con Maria Fava (1913-1976) donna di rara saggezza ed equilibrio, arrivata a Milano dal Veneto con alcune sorelle, Nel luglio 1937 nasce la prima figlia, Tiziana.
Allo scoppio della seconda guerra mondiale, per sfollare, trova un alloggio di fortuna ad Inverigo (CO) in località Curt a Bàs. Due poveri locali nei quali poter tentare di proteggere la sua famiglia e l'anziana mamma Teresina rimasta vedova.
Esonerato dalla chiamata alle armi, poté comunque continuare una produzione pittorica enorme che gli frutta la possibilità di mantenere la sua famiglia anche nei tempi più duri della guerra, scambiando le sue opere con generi alimentari di prima necessità, girando cascine e isolate frazioni. Nel '42 presso la Galleria Pegaso tenta la sua prima esposizione.
C'è testimonianza documentale di 4 permessi, detti "Passi", per poter circolare e dipingere dal vero; rispettivamente negli anni 1943 a firma italiana per le località di Oggiono, Molteno, Besana Brianza, Bosisio; 1944 a firma tedesca per Asiago; 1944 a firma tedesca per Erba; 1945 a firma americana per un generico "dipingere all'aperto", con il divieto di dipingere installazioni militari.
Nel 1944, ad Inverigo durante il coprifuoco nasce la secondogenita, Lorenza (1944-). In tale periodo "Pippo", come tutti lo chiamano, rischia più volte di morire a causa dei bombardamenti, dei rastrellamenti operati dai tedeschi, dei posti di blocco. Mai legato a questioni politiche, con la sua imprudenza dettata dalla sua smania di dipingere si mette più volte in pericolo. Sia lui che la moglie Maria lavorano a Milano presso la ditta "Domus Nova" di corso Matteotti dei signori Boccalari & Lombardini che produce oggetti d'arredo, articoli d'arte e cornici. Il nome stesso "Domus Nova" è invenzione del Testi. Ogni giorno come pendolari lasciano la prole con la nonna Teresina ad Inverigo e coi treni, spesso presi di mira dagli attacchi tedeschi, vanno a Milano.

### Periodo post bellico
Terminata la guerra, la famiglia ritorna a Milano dove la dimora di via privata Chieti 5 era stata risparmiata dai bombardamenti. Apre uno studio/atelier in piazza Baiamonti 5. Comincia un periodo di intenso lavoro manuale ed artistico, di serenità e di importanti contatti. È tra i primi tesserati nel 1945 della neonata Società degli «Indipendenti» che si propone di organizzare mostre e gallerie di artisti pittori, incisori, scultori e architetti. Tra gli iniziatori compare Anselmo Bucci. Comincia la stagione delle esposizioni collettive e personali delle sue opere che prendono via via notorietà e valore nel mondo artistico milanese. Dal 6 al 17 dicembre 1945 la Galleria Geri presenta la sua prima personale alla Galleria Grande di via Dante 14 a Milano.
Sempre sentimentalmente legato alla sua terra natale, ama trascorrere le vacanze con la famiglia nella "sua" Romagna a Marina di Ravenna che ispira tanti suoi paesaggi e particolari lacustri. Spesso si allontana dalla famiglia anche per lunghi periodi per poter dipingere dal vivo: Macugnaga, Valganna, Lago di Iseo, l'Isola Comacina, Assisi, Calvisio a Finale Ligure ed ogni altro luogo che lo ispira. Più volte si reca a Parigi (’56, ’57, ’59) col maestro Fossombrone o solo, per incontrare la fortunata stagione artistica di Montmartre nella quale si immerge per approfondire lo spirito impressionista e macchiaiolo. Sempre fedele ad una rettitudine morale esemplare, mai si abbandona a banali tentazioni bohémien messo in guardia dal Maestro che ne aveva conosciuti i guasti in età giovanile. Piuttosto attratto dalle avanguardie pittoriche studia e si confronta trovando un suo personale equilibrio espressivo.
L'amicizia con il maestro Fossombrone, lo porta più volte sulla costa Dalmata, a Zara (1960) e nelle isole come Božava in Croazia. Il Maestro infatti lo volle più volte anche come aiutante nella realizzazione delle sue opere in terra natia. Amante anche della fotografia, il Testi ci lascia molti ricordi di famiglia e del suo Maestro.

### Gli anni '60
Nel maggio 1959, Tiziana sposa Bruno Buttinoni (1934-). Incredibilmente e senza che nessuno se ne rendesse conto, per puro caso, il genero Bruno è nipote di quel Carlo Buttinoni che lo prese a bottega molti anni prima. Si realizzò per caso la straordinaria coincidenza solo negli anni ’80.
Nel 1961, dopo la nascita del primo nipote (Roberto, 1960-), lascia la casa di via Chieti per trasferirsi in via Comasina 83. Finalmente può concedersi uno studio luminoso e ampio dove poter mettere il suo cavalletto e lavorare con profitto. A questo spazio però deve presto rinunciare per ospitare in casa la famiglia della figlia Tiziana, per aiutarla a crescere il piccolo Roberto, cagionevole di salute. Sempre in questi anni acquista una casa ad Inverigo, affacciata sulla valle del Lambro, in via san Biagio 22.
Il 25 novembre 1963 muore l'amico Andrea Fossombrone che lo nomina erede universale, lasciandogli tutte le opere e le attrezzature tra cui il secolare cavalletto da studio, libri, oggetti e documenti.
Nel 1967 nasce Stefano, secondo figlio di Tiziana e Bruno e nello stesso anno, la figlia Lorenza si sposa ed esce di casa. Crescendo, il nipotino Stefano, appassionatissimo del suo nonno, lo segue spesso nelle escursioni per le campagne di Inverigo, ma non prenderà nulla della sua vena artistica, che invece erediterà la figlia di Lorenza, Raffaella (1968-).

### Gli anni '70 '80 '90
Nella Pasqua del 1972, dopo 9 anni di convivenza, la famiglia di Tiziana prende casa e la dimora di via Comasina 83 diventa il luogo dove lavorare, esporre e incontrare sempre più artisti ed acquirenti di una produzione sempre florida.
Il 17 gennaio 1976 improvvisamente muore Maria. Da qui un periodo duro nel quale smette di dipingere, si chiude in una sofferenza che lo porta ad un infarto miocardico dal quale ne esce molto compromesso. Nel 1978 vende la casa di Milano e si trasferisce definitivamente ad Inverigo, luogo dove ritrova un precario equilibrio emotivo sempre segnato da ricordi tanto belli quanto dolorosi. Riprende lentamente la pittura, ma la vista si abbassa drasticamente. I colori dei quadri diventano violenti e i tratti di pennello e di spatola rabbiosi. Finalmente si decide per l'operazione agli occhi, con un intervento eseguito dal professor Lucio Buratto. Recuperata la vista, riprende con grande energia a dipingere: comincia una nuova stagione di quadri dal vero e di ricordi, dipinti a memoria, di luoghi cari alla giovinezza e alle escursioni di un tempo.

### Morte
Muore il 29 gennaio 1993 all’età di 82 anni in seguito ad un attacco cardiaco. Le sue spoglie riposano nel vecchio cimitero di Inverigo e sulla sua tomba campeggia una bronzea tavolozza da pittore.

## Giudizio artistico
- Il suo nome compare in più edizioni del prestigioso catalogo denominato "Comanducci". Nella IV edizione edizione (1974) al volume V (pp. 3250-3251) si elencano le principali esposizioni e mostre personali e collettive e compare la rappresentativa opera "Pini alla Rotonda (Inverigo) olio su tela del 1971 con questa nota significativa: «Di natura schiva, ha un animo semplice e vive in silenzio: con queste componenti affronta la pittura»[5].
- Anna Franchi, scrittrice e giornalista, nella presentazione della personale del 1945 scrive: «Ho veduta la preparazione della sua mostra e volentieri le scrivo la mia impressione. Impressione rapida, non giudizio né critica. I suoi dipinti che in parte conoscevo, riuniti mi hanno risvegliato quel senso di largo respiro che si prova uscendo dalla città davanti alle prime fresche manifestazioni della campagna dove non sono aiuole pettinate, alberi tagliati su misura. Sono i polmoni che si distendono, è una sensazione specialissima, che par dilaghi dalle vene e predisponga alla pace, al riposo. Infine i suoi quadri sono la visione di un giovane che non ha ancora gli artifici del mestiere, e che dice con un impulso di poesia, quanto l'ispirazione gli detta. È inutile che io le parli di tecnica o di errori; nella verità gli errori o la precisazione hanno poco valore, non c'è che l'emozione che desta l'opera d'arte sentita, l'opera d'arte ingenua che esprime l'ispirazione e la gioia dell'artista che si ferma, che vede sbocciare, anzi direi che vede materiarsi sotto le proprie dita quella parte di creazione che lo ha commosso. Studi e lavori, soprattutto lavori. È solo facendo che questa sua aspirazione diverrà realtà. ANNA FRANCHI»
- Raul Viviani[6], nella presentazione della personale del 1945 scrive: «Poiché la maggioranza dei giovani pittori d'oggi cerca di attirare sopra di sé l'attenzione del pubblico e della critica o con delle esagerate ed acerbe sensazioni cromatiche di spinta originalità oppure con imitazioni spesso puerili di esotiche tendenze, allontanandosi in tal modo troppo dalla onesta nostra tradizione e dal nobile insegnamento dei nostri passati maestri, ci rallegra vedere questo ancor giovane pittore che si presenta al giudizio degli amatori d'arte con una pittura piuttosto modesta ma spiccatamente sincera che, attenendosi all'interpretazione accurata e non pettegola della natura, cerca la sua strada senza ricorrere a vane stramberie od a palesi rimembranze dando così lodevole esempio di correttezza e di serietà. La sua produzione è cauta e misurata come si conviene a chi si trova alle prime armi e desidera studiare con pacatezza prima [di] arrischiarsi verso più sode avventure. E se qui non ci è dato scorgere azzardi di linee e di ritmi di colore o ampi tentativi dalle vistose appariscenze è invece facil cosa notare, fra queste tavole e fra queste brevi tele, devoti omaggi alla mitezza ed al buon senso, non disprezzabili virtù, queste, che potranno condurre il Testi, con l'assidua perseveranza, a mete maggiormente significative. Infatti se, per esempio e specialmente, certe vedute di campagna lombarda oltre alla efficace esecuzione ed alla attenta osservazione del vero possedessero in più un maggior soffio di poesia o un maggiore spirito di profondità, il giovane autore andrebbe sicuramente verso la vera Arte, verso l'arte ragguardevole, voglio dire: quell'arte che riesce a commuovere davvero l'osservatore. E la via non mi appare molto lontana. RAUL VIVIANI»
- Giuseppe Cerrina pittore e critico d'arte, in un ritaglio di giornale non meglio identificabile che ha Ettore Janni come direttore[7], scrive: «[omissis] Alla stessa Galleria Grande il giovane pittore Giuseppe Testi con un gruppo di paesi quasi tutti della pianura lombarda e presentato da Anna Franchi e Raul Viviani, opera nella tradizione lombarda ottocentesca con una pennellata rotta e una forma talora frammentaria e non controllata che rimane quindi necessariamente in superficie. Ma quando il motivo si avvicina di più al suo sentimento (come nel n. 24 denso di tono e di buona unità cromatica o nei quadri ispirati alle nebbie della Bassa, n. 6, n. 21) Testi sa trovare la nota giusta della sua arte contenendo la nei limiti di una sincera ma poetica osservazione. [omissis] g. c.»
- Oscar Randi, storico italiano, autore di saggi e conterraneo del Fossombrone, scrive: «Artista di grande sensibilità pittorica, il suo cromatismo acceso esprime una pittura immediata, libera da ogni vincolo accademico»
- Giorgio Niccodemi, museologo, numismatico e storico dell'arte, scrive: «Dalla natura il pittore Testi, come da un vocabolario, sceglie parole che più convengono al suo temperamento»

## Esposizioni
Molte furono le esposizioni, in gallerie, mostre e personali. Quelle sicuramente documentabili sono:
- 1942, dal 14 al 18 dicembre, personale alla Galleria Pegaso[8]
- 1945, dal 6 al 17 dicembre la Galleria Geri presenta la sua prima personale alla Galleria Grande di via Dante 14 a Milano con 36 opere
- 194?, collettive degli Indipendenti alla Sala Trivulziana del Castello Sforzesco.
- 194?, collettive degli Indipendenti all'Arengario.
- 1951, Prima mostra regionale di pittura e scultura del Sindacato lombardo.
- 196?, tutte le collettive delle Società Permanente di Milano.
- 1981, dal 7 al 22 novembre presso il Green Ribbon Nastro Verde Sporting Club di Capriano Brianza

## Opere

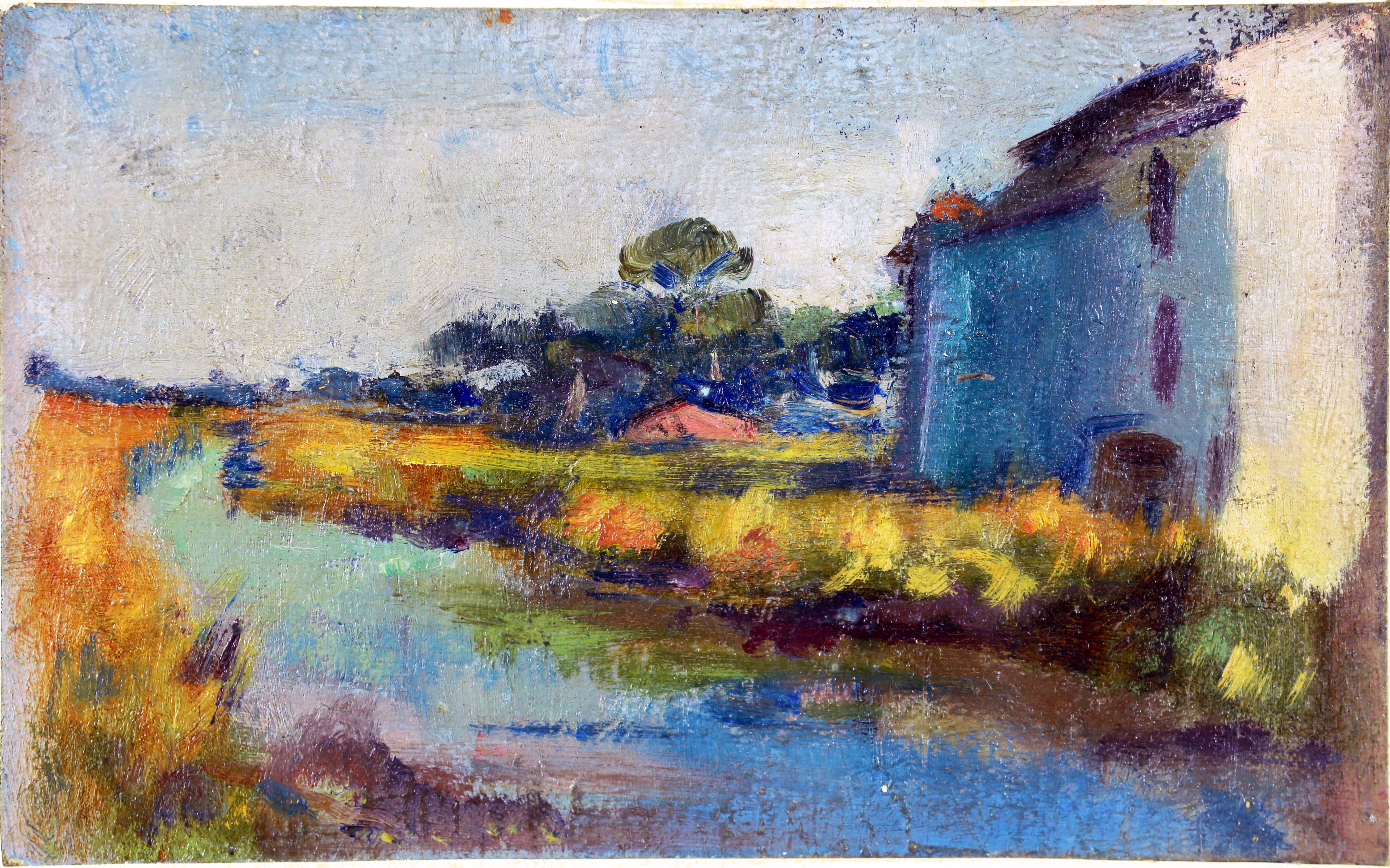
1950 - La Pialassa dei Piomboni Marina di Ravenna
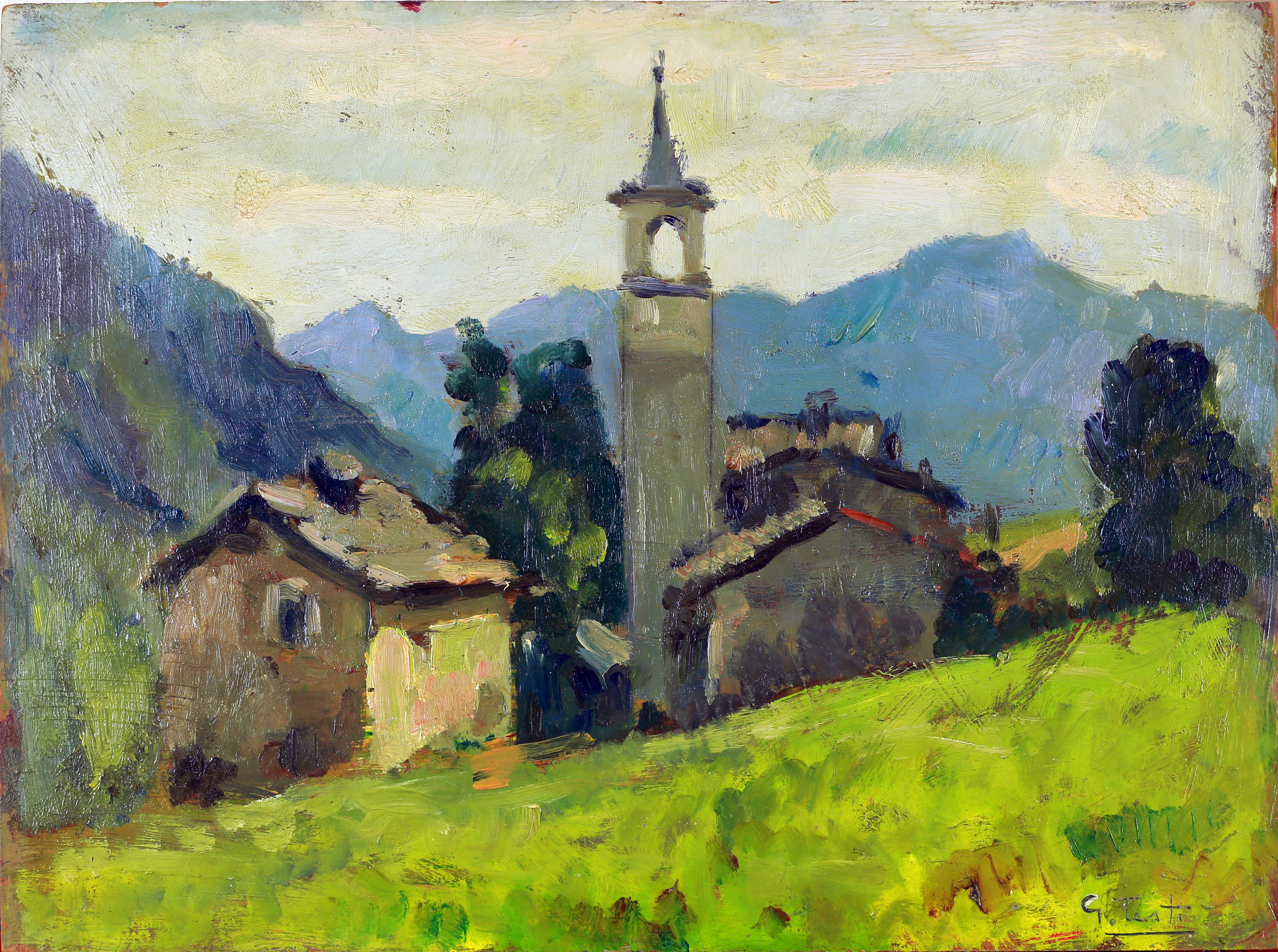
1955 - Primo sole dopo la pioggia
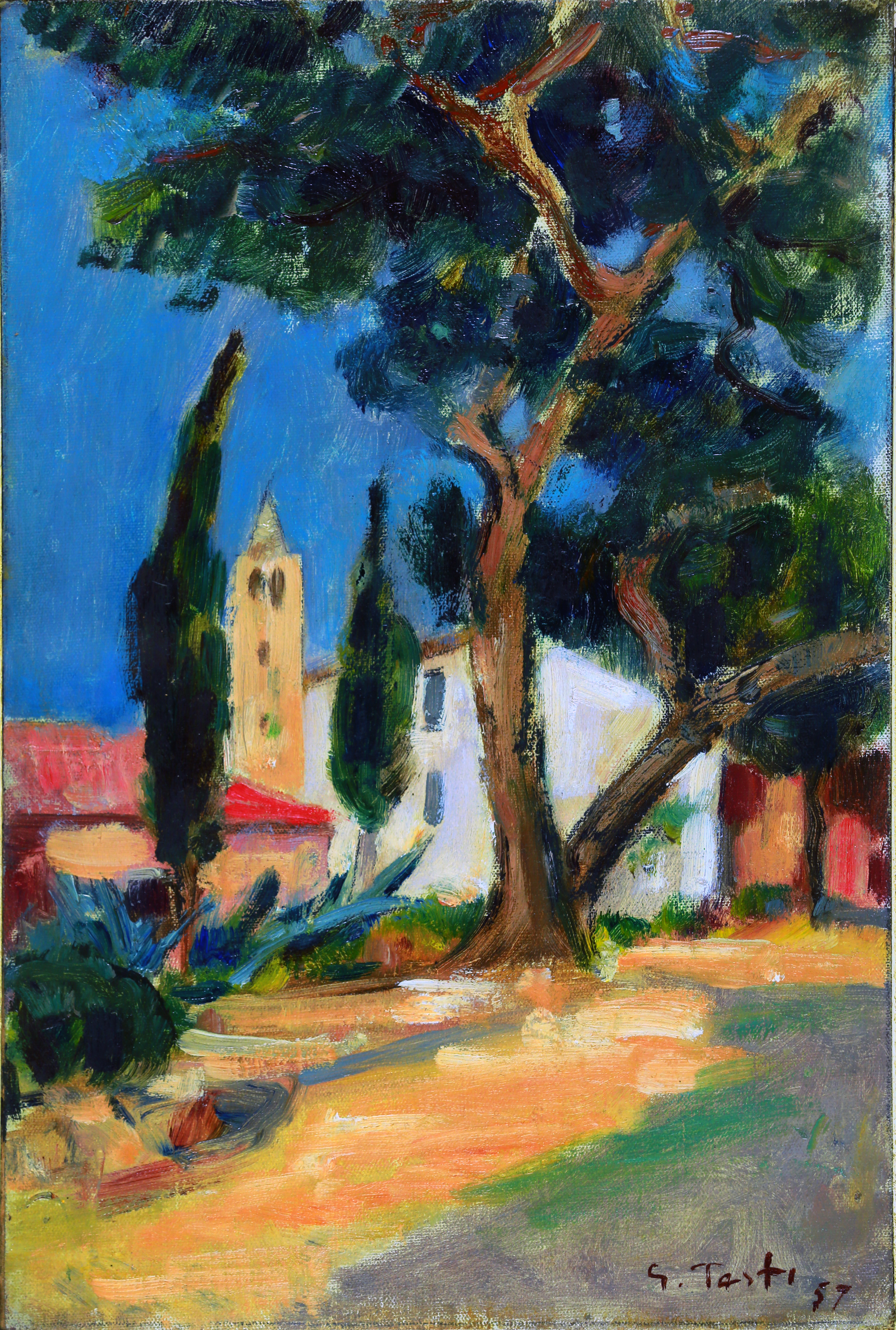
1957 - Bosava
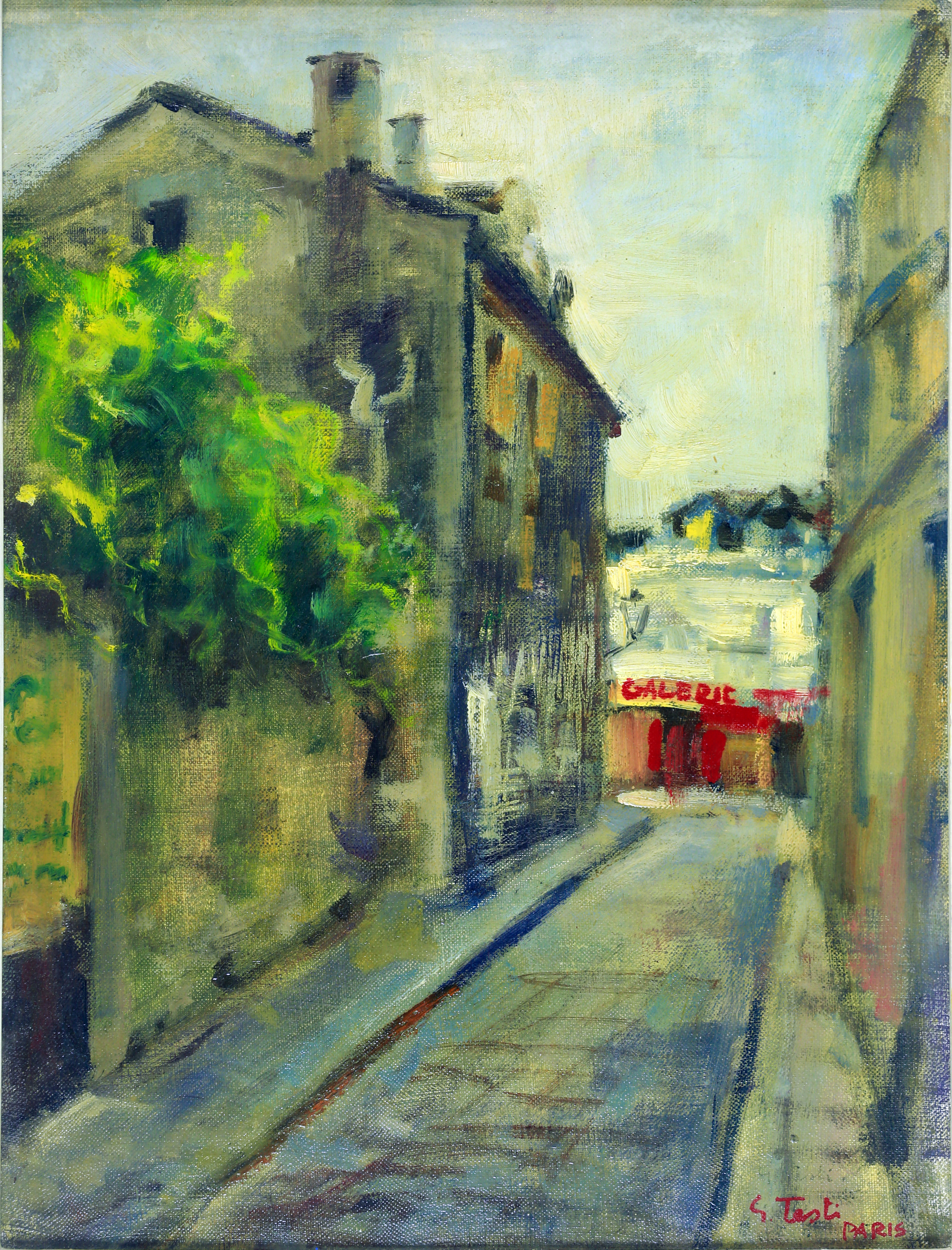
1957 - Rue saint Rustique
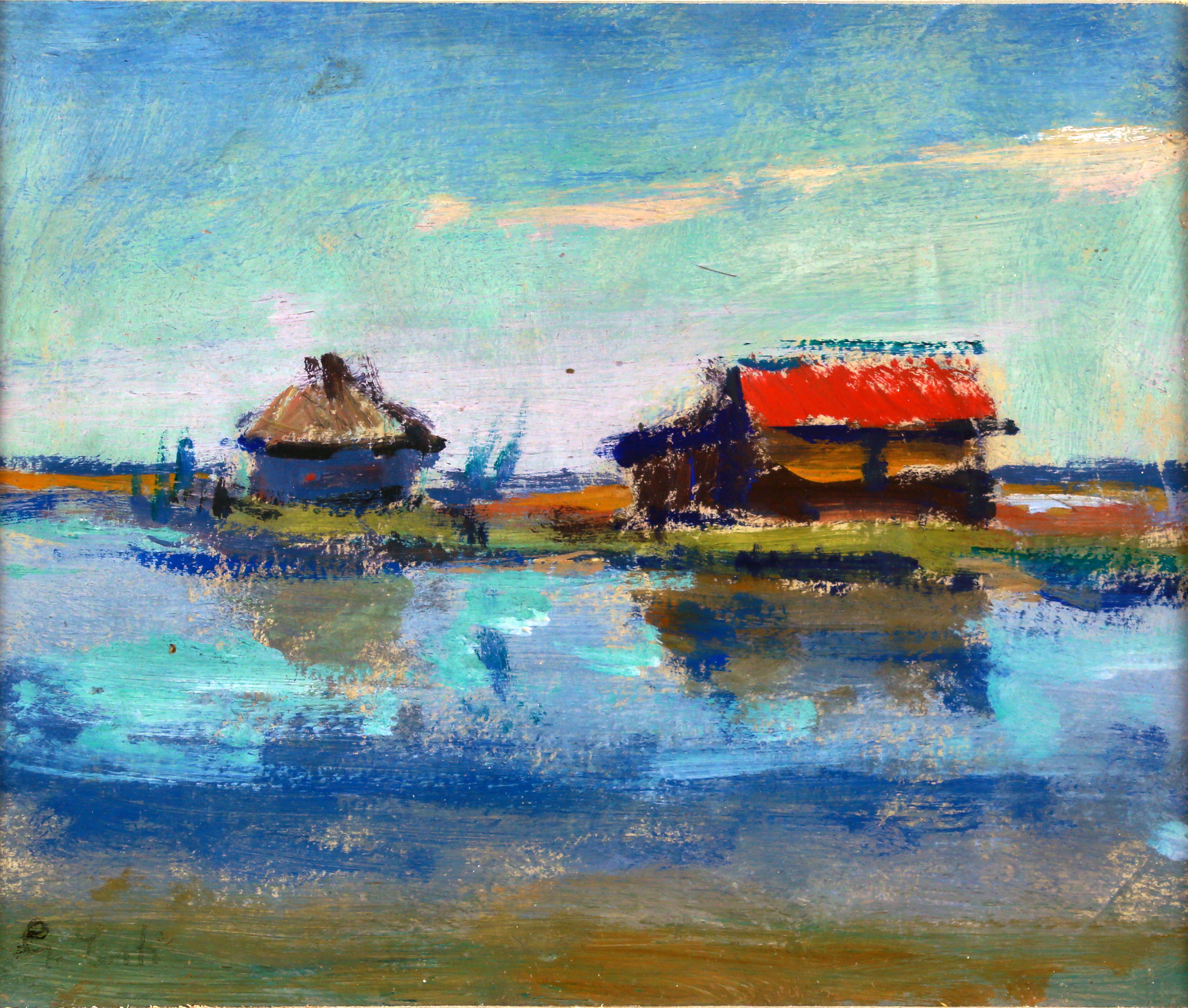
1958 - Silenzio mattutino.Terra natale
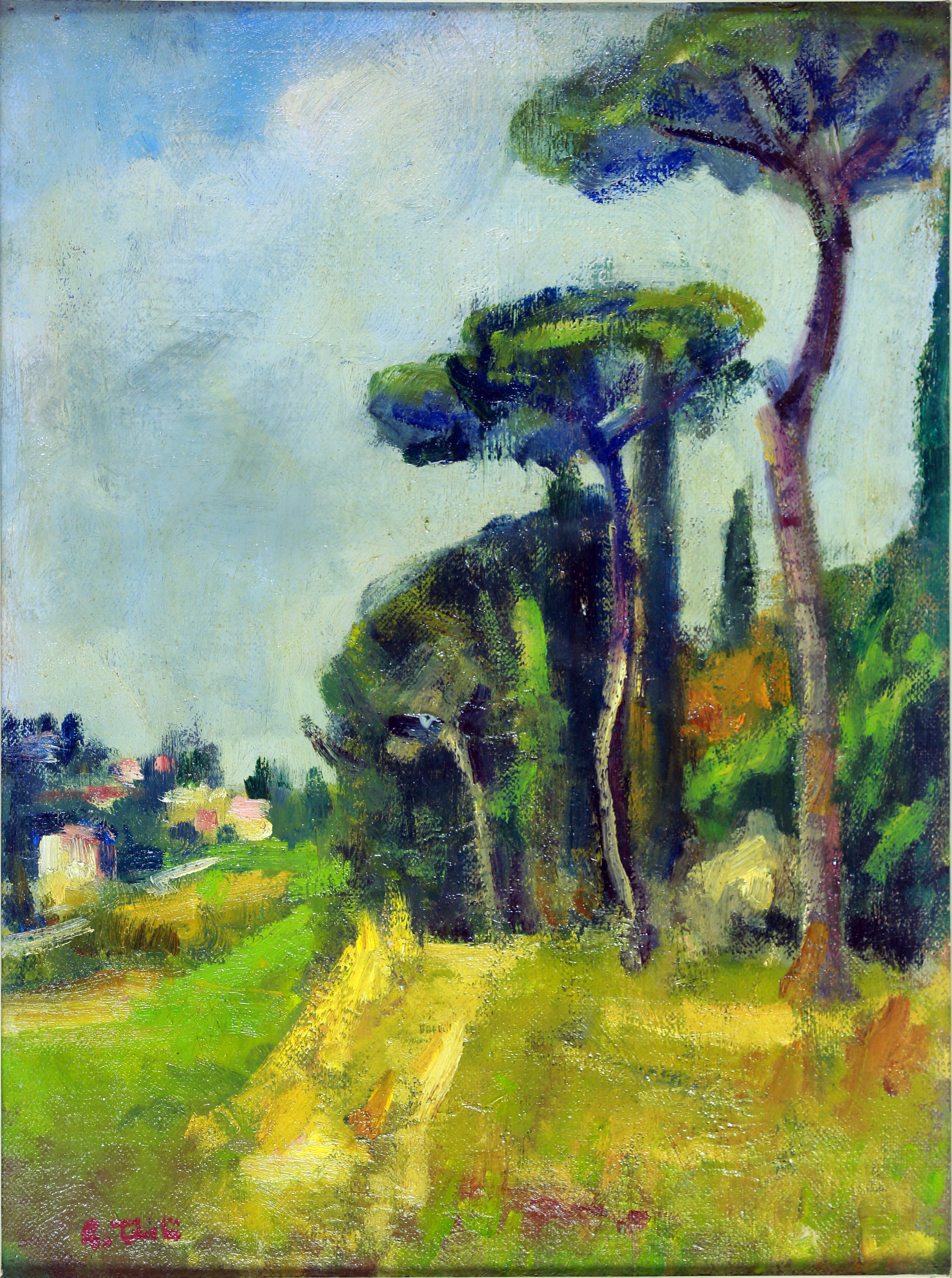
1959 - Dono di matrimonio per Tiziana e Bruno
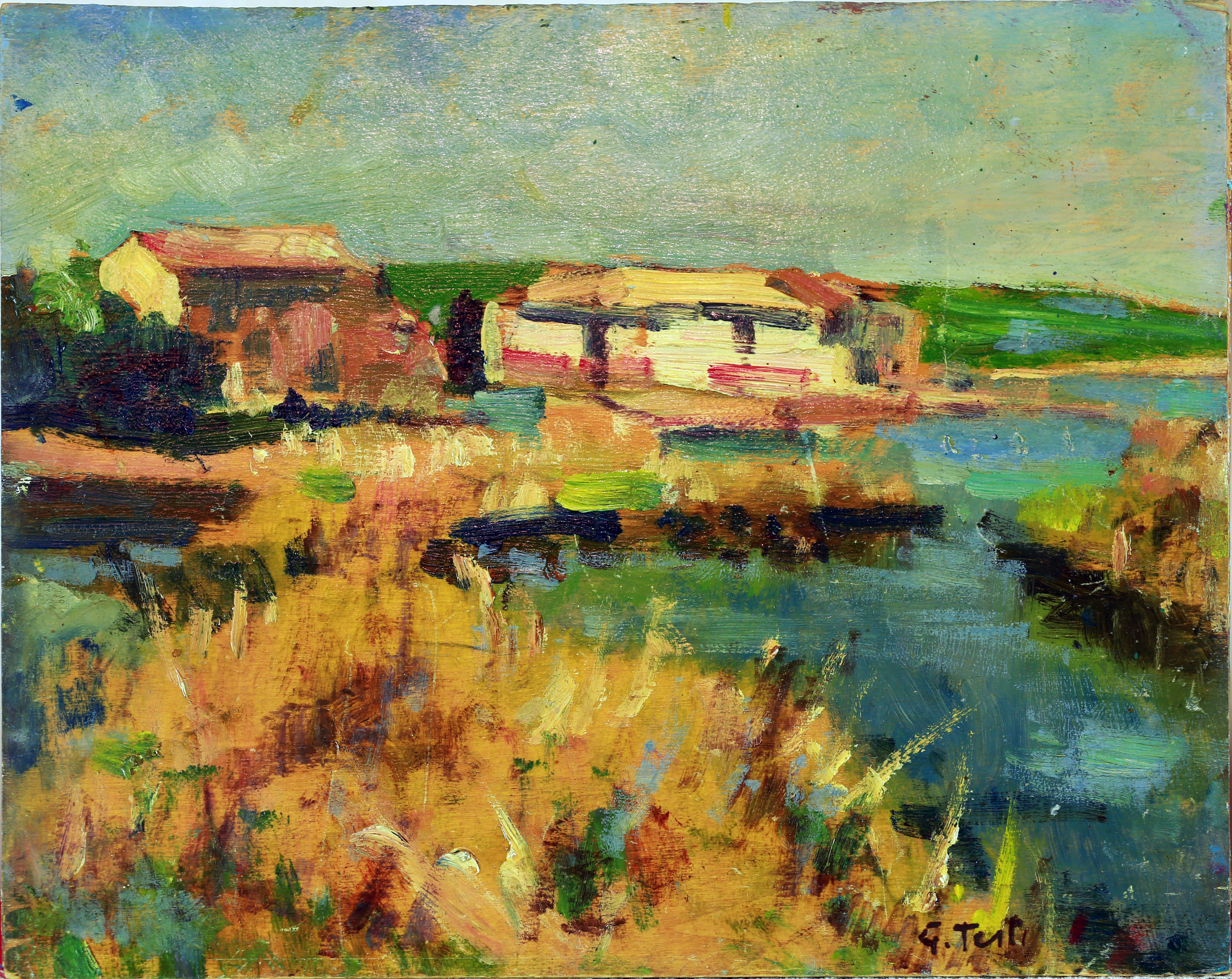
1961 - Terramare
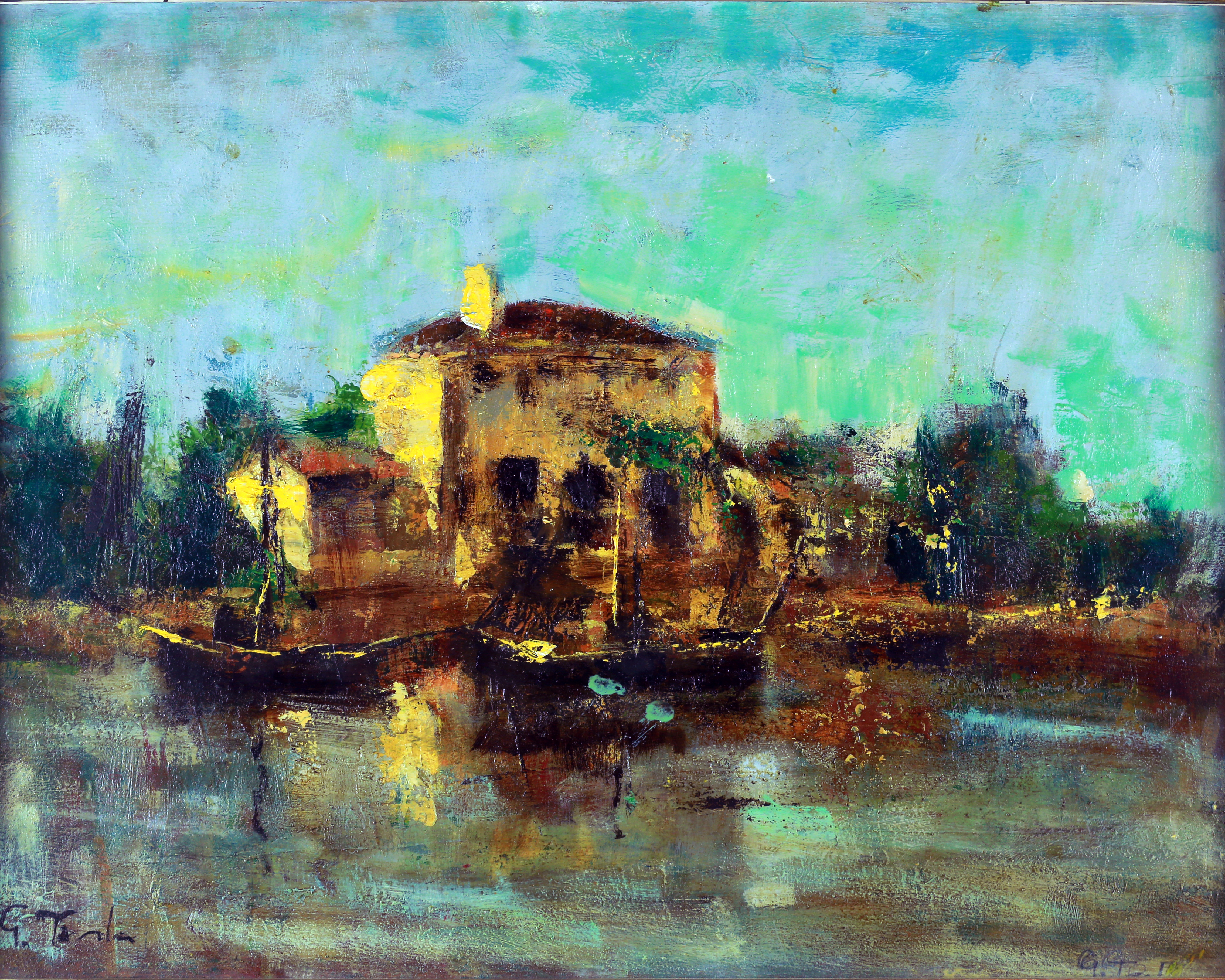
1961 - Vecchia dogana pontificia
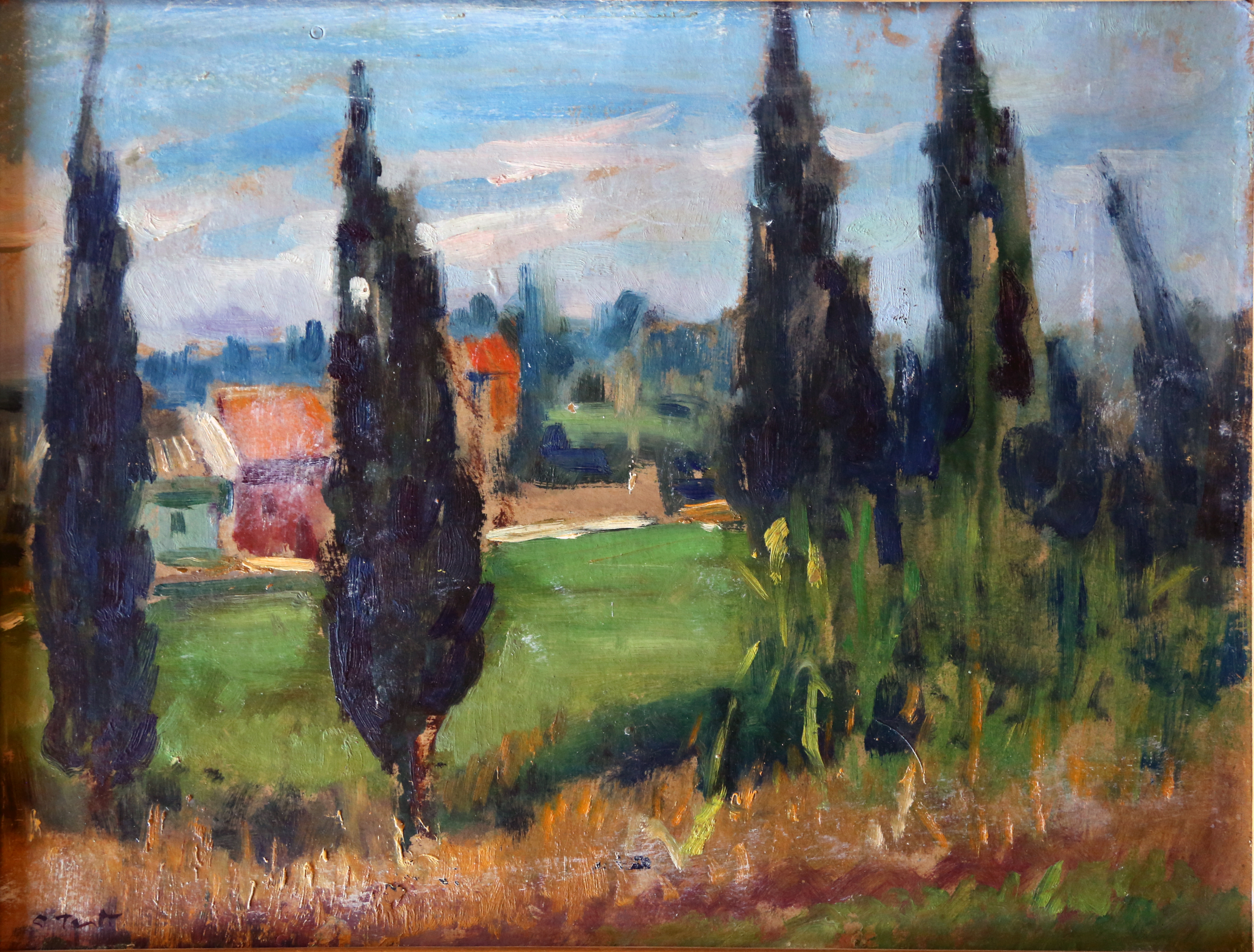
1970 - Brianza
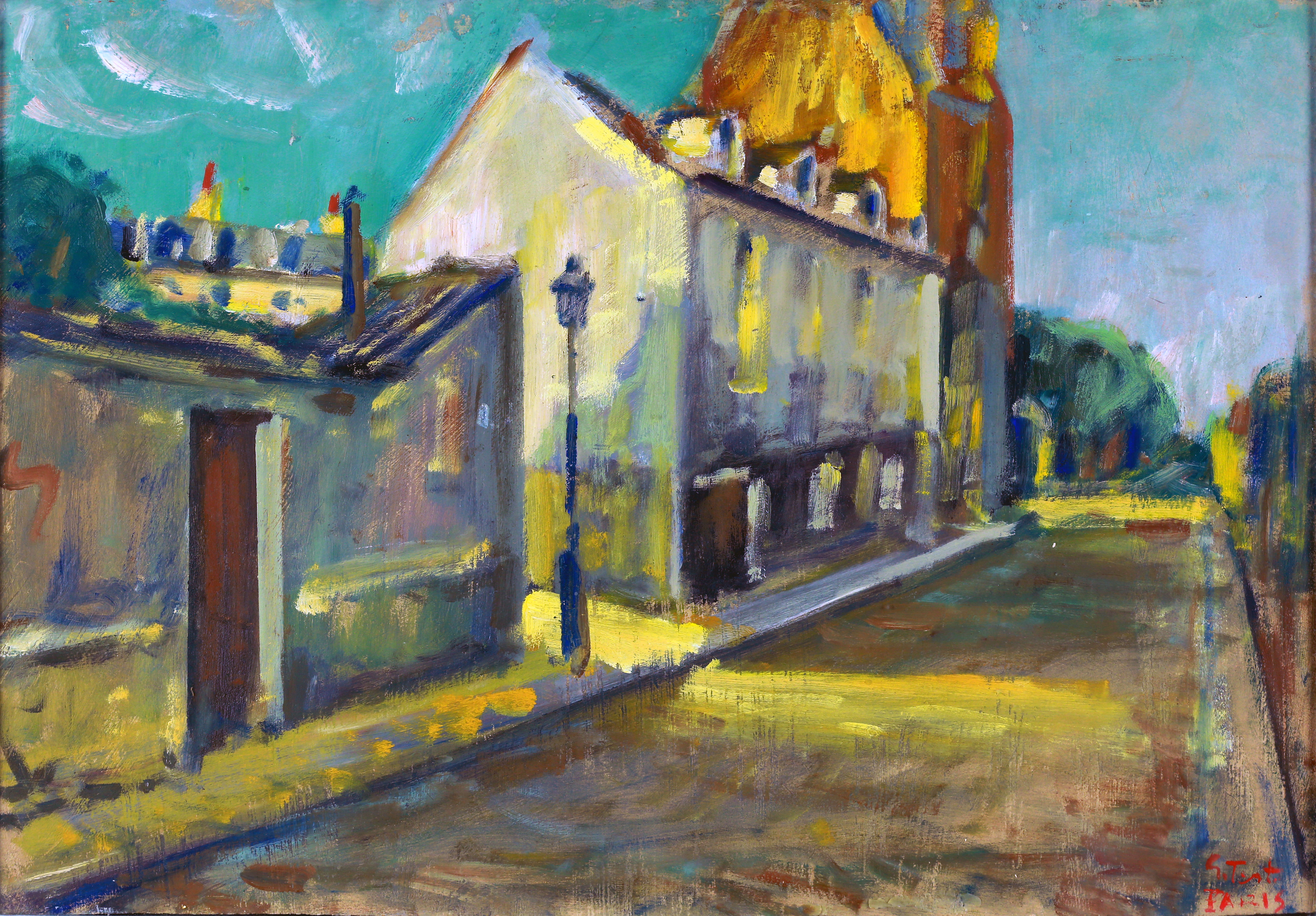
1971 - La casa di Renoir
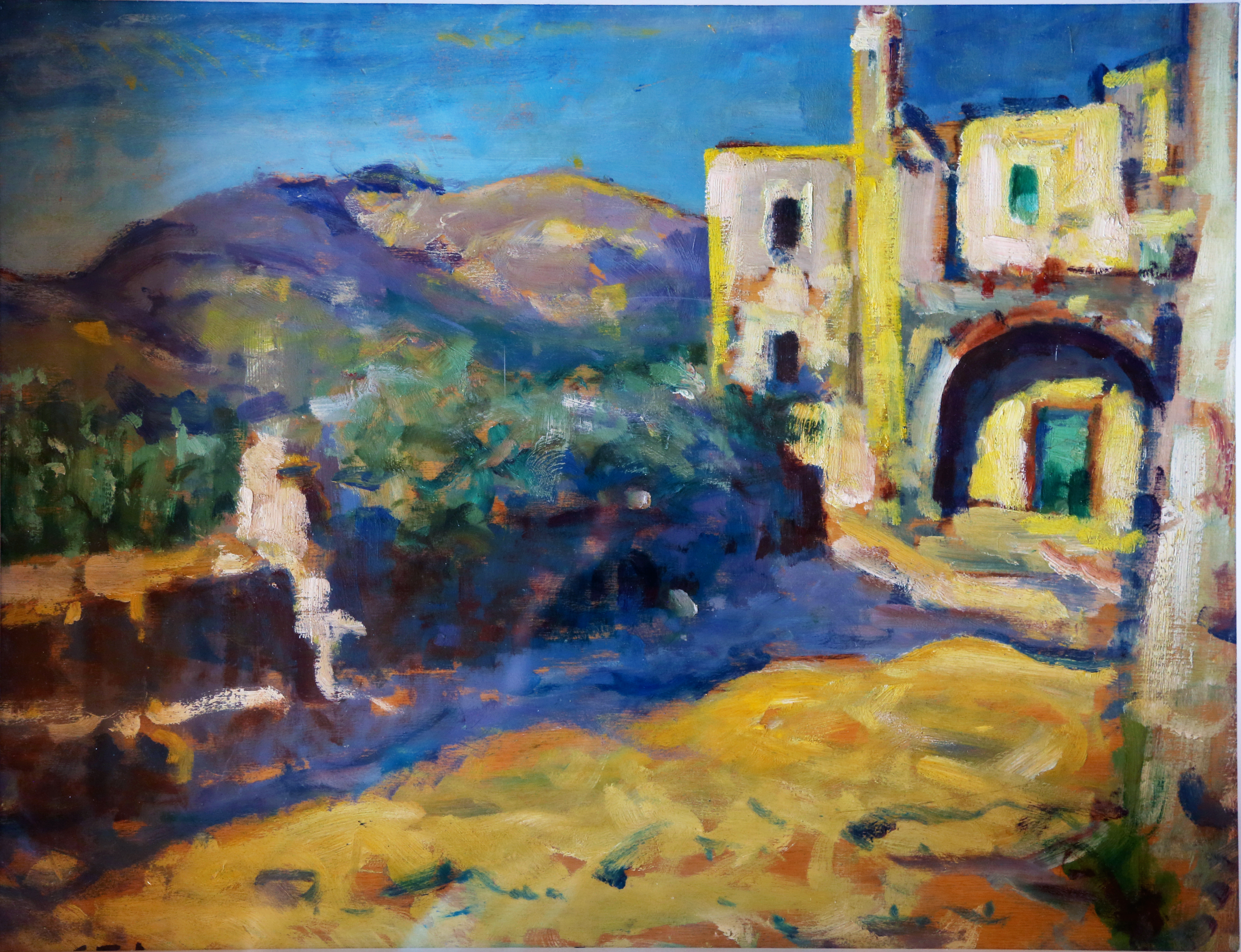
1972 - Case saracene

## Documentazione fotografica

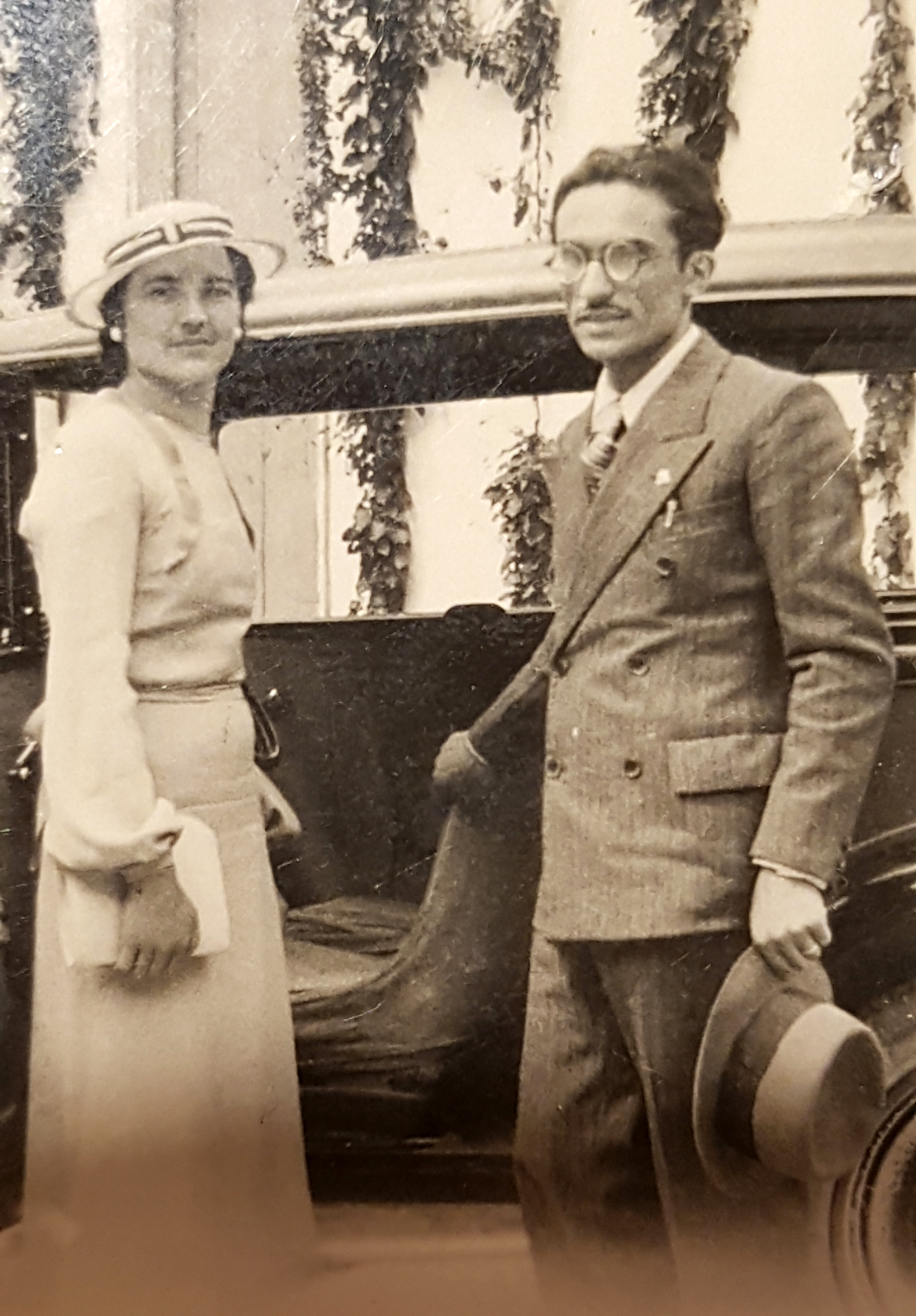
1935 - Nozze tra il pittore Giuseppe Testi e Maria Fava
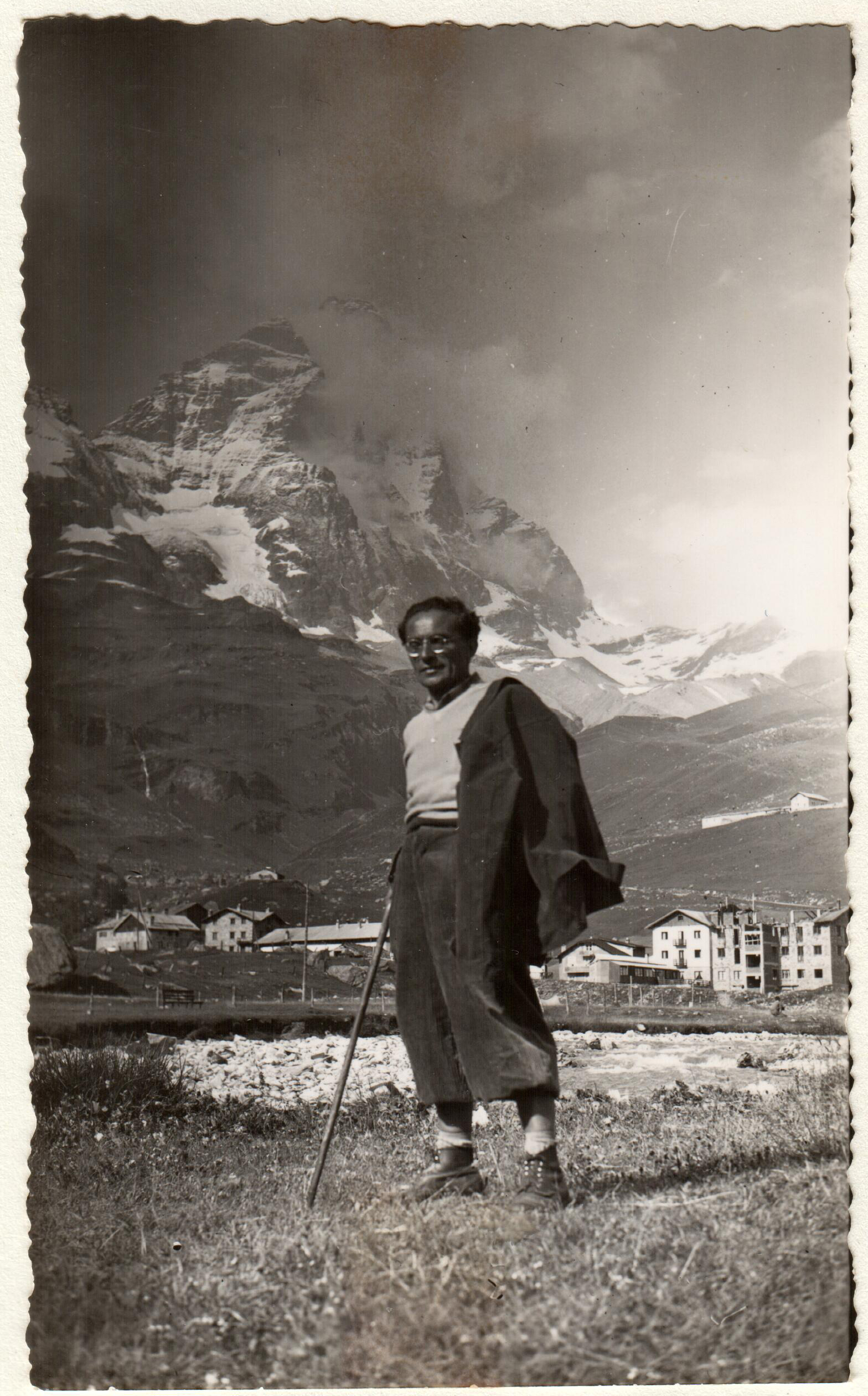
1937 - Il pittore Giuseppe Testi a Cervinia con il Cervino sullo sfondo.
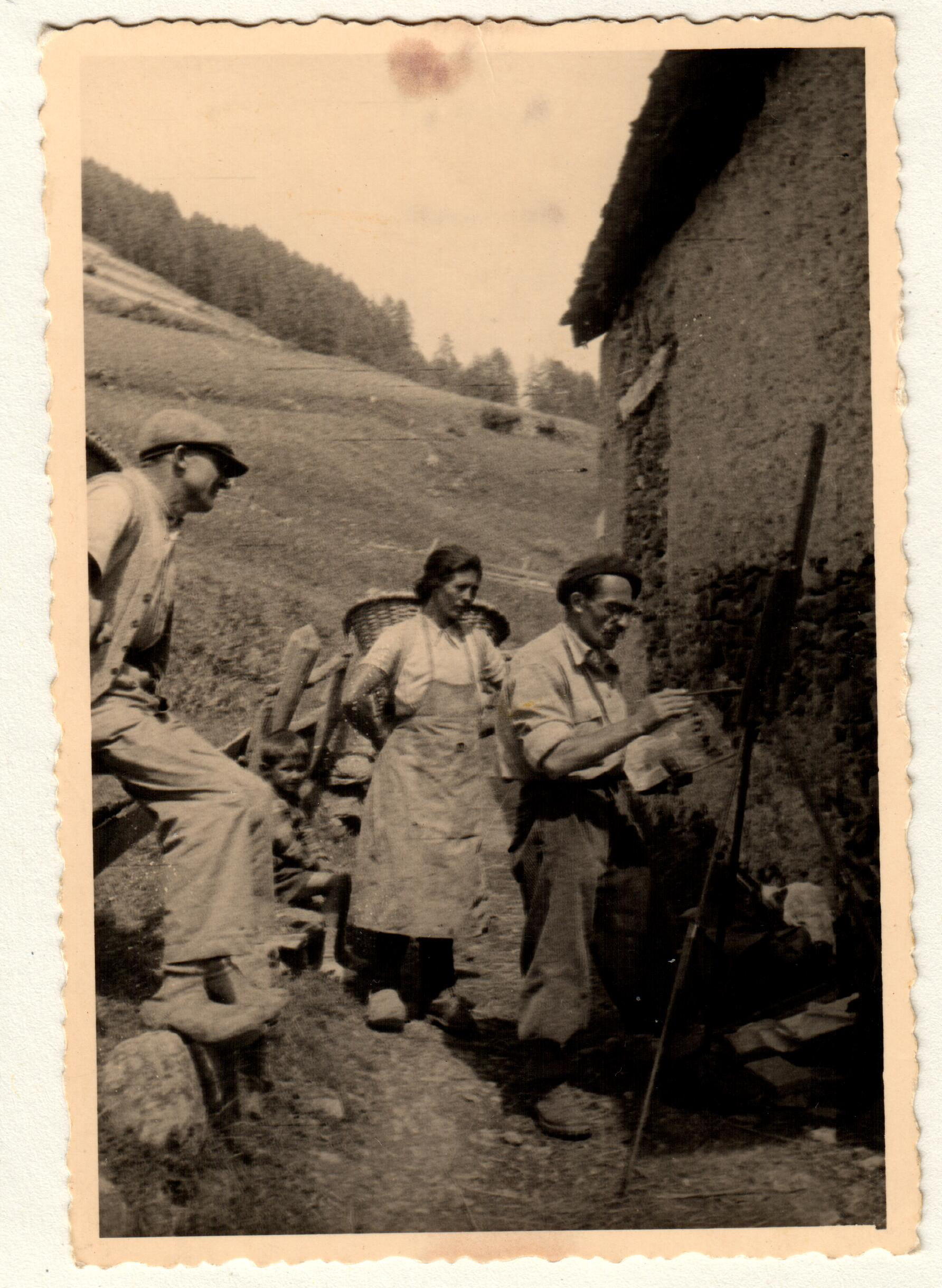
Il pittore Giuseppe Testi mentre dipinge un paesaggio dal vero attorniato dei villici incuriositi (1939)
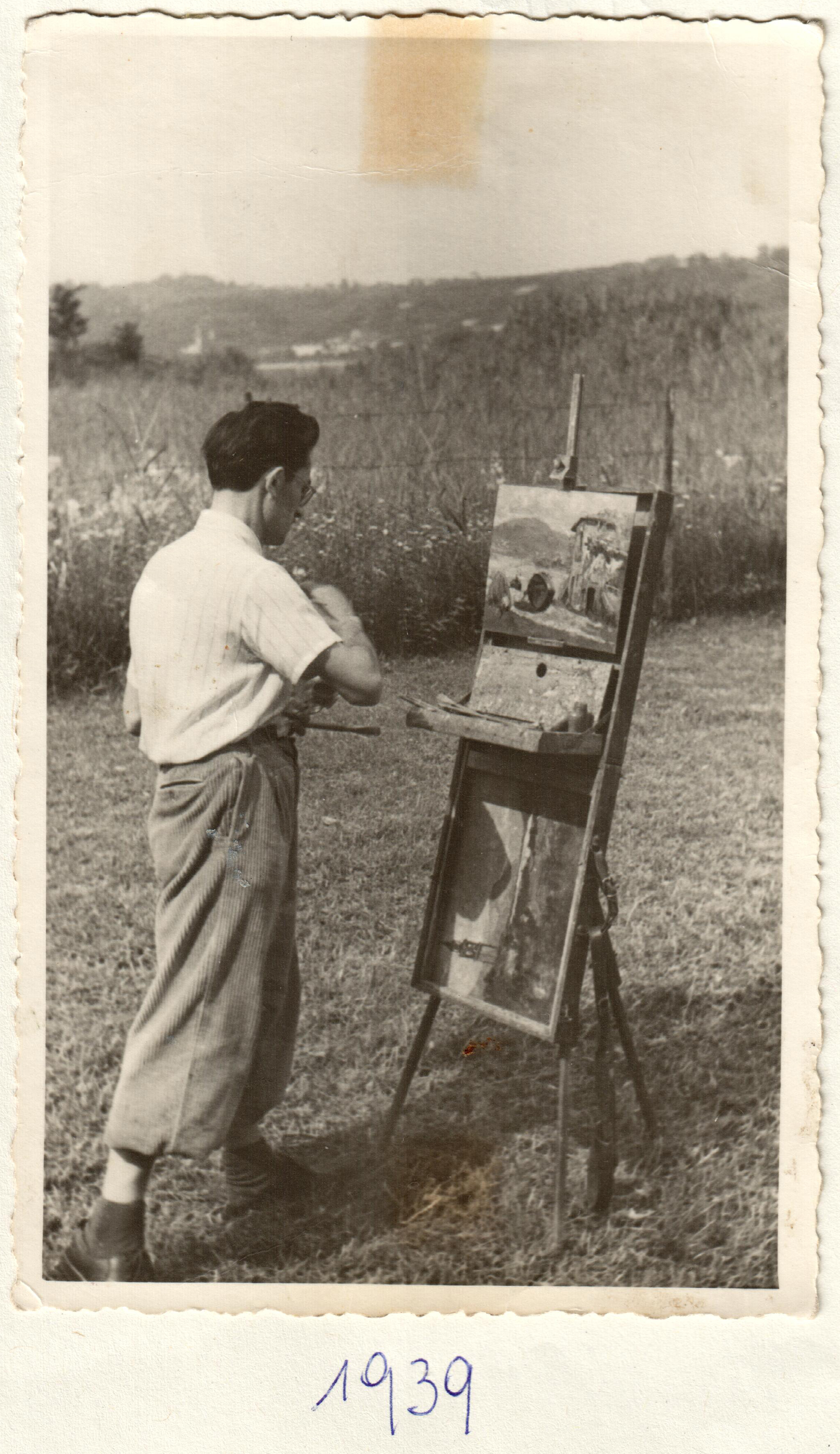
1939 - il pittore Giuseppe Testi all'opera dal vero
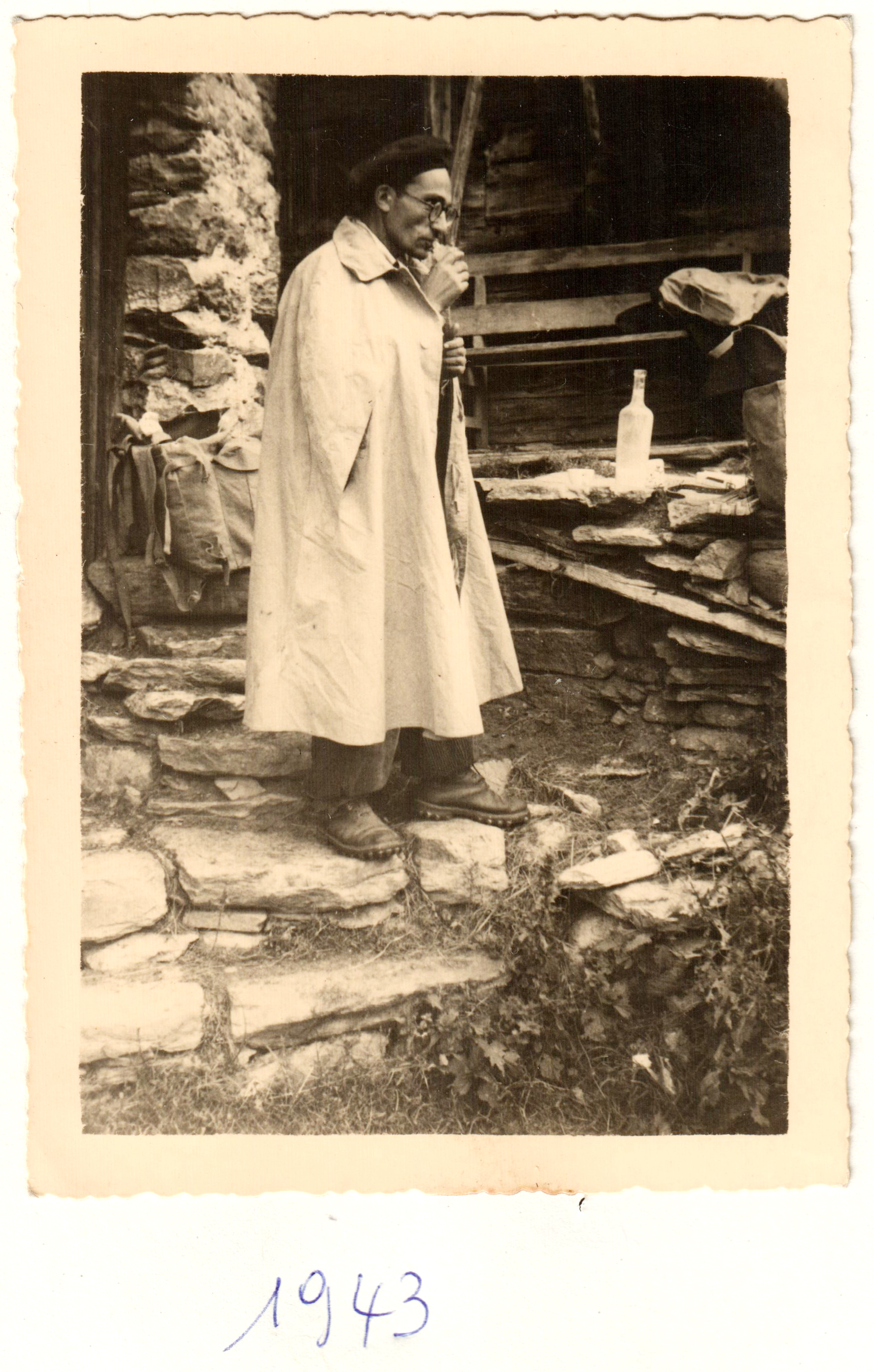
1943 - il pittore Giuseppe Testi in una sosta prima di ripartire (loc. Macugnaga?)
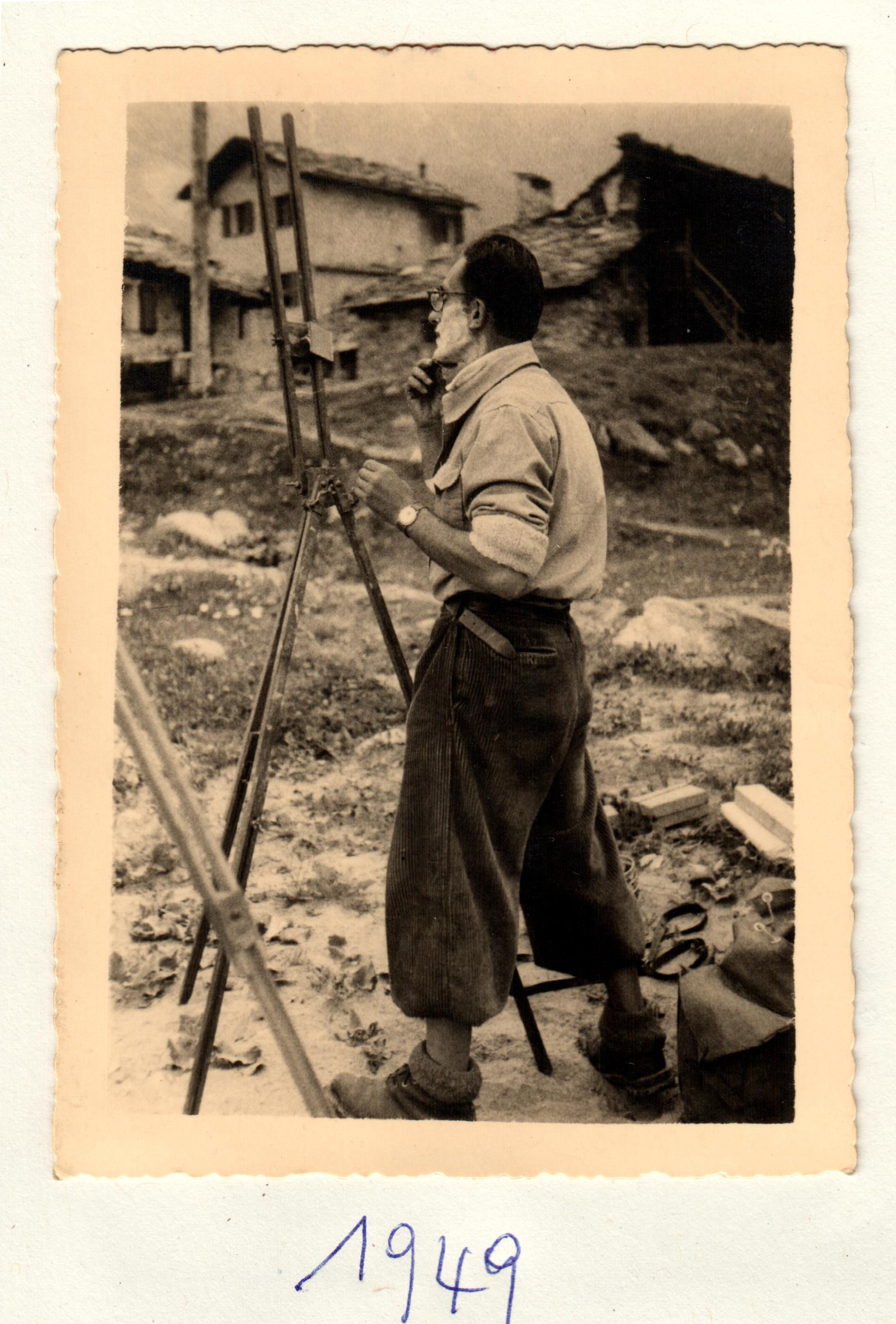
1949 - Il pittore Giuseppe Testi si sbarba all'aperto utilizzando il cavalletto per reggere lo specchio (Macugnaga)
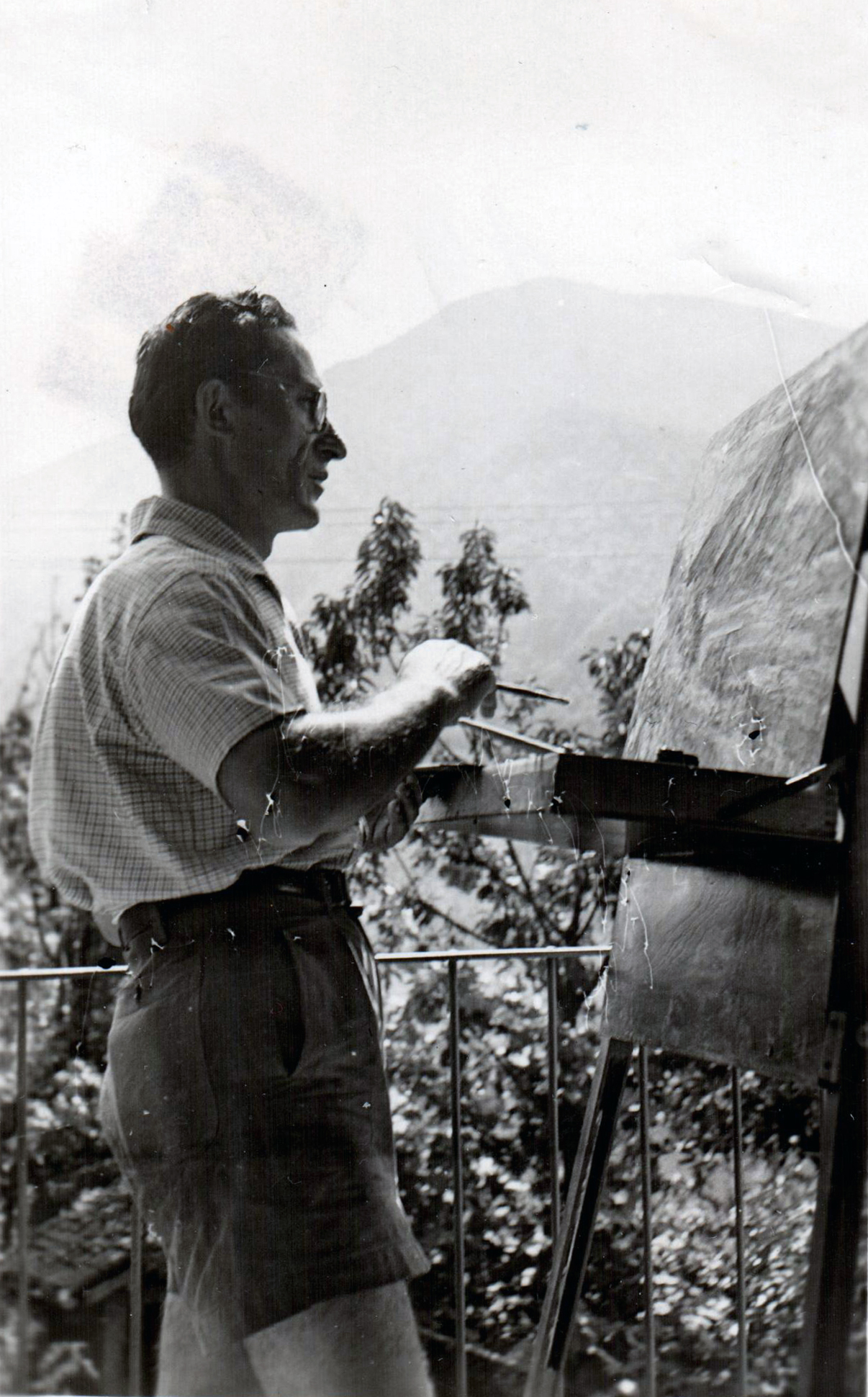
1950 - Il pittore Giuseppe Testi mentre dipinge dal vero